# Railtrack
Railtrack est une ancienne entreprise privée de droit britannique, qui fut propriétaire et gestionnaire du réseau ferroviaire britannique (ex-British Railways) depuis sa privatisation en 1996 jusqu'en 2002. Cette société appartenait à un groupe dénommé « Railtrack Group plc ». Elle a été vendue le 3 octobre 2002 à Network Rail, société privée « sans but lucratif », et fut rebaptisée plus tard « Network Rail Infrastructure Ltd ». La société mère de Railtrack fut renommée « RT Group » et mise en liquidation par la suite.

## Histoire
Railtrack est fondée lors de la privatisation des chemins de fer britanniques, et introduite en bourse à Londres (London Stock Exchange) en 1996. Railtrack plc est mise sous contrôle de l'administration des chemins de fer le 7 octobre 2001, en application de la loi sur la privatisation, et suivant une décision de la Cour suprême (High Court), par Stephen Byers, ministre des transports de l'époque. Network Rail est ensuite créée  avec l'objectif principal d'acquérir l'actif de Railtrack. Cette décision est bien accueillie, à l'époque, par les associations d'usagers du train au Royaume-Uni. 
Cette société a été sévèrement critiquée à la fois pour son échec dans l'amélioration des infrastructures ferroviaires, et pour les graves problèmes de sécurité qu'elle rencontra. Le gouvernement britannique mit la société sous contrôle administratif, considérant que, vu son niveau d'endettement elle ne pouvait rester viable économiquement comme société commerciale sans subventions publiques importantes et répétées. La législation qui la régissait interdisait la vente d'actif pour payer les créanciers.
La catastrophe ferroviaire de Hatfield a entraîné un programme de remise en état de la totalité du réseau ferroviaire britannique, dont le montant est estimé à environ 580 millions de livres sterling. C'est cela, entre autres, qui poussa Railtrack à demander des subventions au gouvernement, subventions qui furent partiellement utilisées, de manière discutable, pour verser des dividendes aux actionnaires. Ce fut la goutte d'eau qui poussa le gouvernement travailliste de Tony Blair à mettre la société sous le régime du contrôle administratif.
À l'origine, il n'était prévu aucun dédommagement pour les actionnaires. Le gouvernement considéra que la décision de placer la société sous ce régime de contrôle était valable et conforme à la loi sur la privatisation des chemins de fer.
La société mère de Railtrack, le groupe Railtrack Group continua d'exister sous le nom de RT Group, et fut mise en liquidation amiable le 18 octobre 2002. L'activité de Railtrack (incluant sa dette de 7 milliards de livres sterling) a été vendue à Network Rail pour un montant de 500 millions de livres sterling, et les diverses activités qu'il avait créées pour tenter de se mettre à l'abri des pertes engendrées par la gestion du réseau ferroviaire furent vendues à différents acquéreurs. Une somme de 370 millions de livres sterling, gelée au moment où Railtrack Group fut mis sous administration judiciaire, a été affectée au dédommagement des actionnaires de Railtrack à hauteur de 70 pence environ par action. La participation du groupe dans la ligne nouvelle Londres-Tunnel (Channel Tunnel Rail Link) fut également vendue pour récupérer des fonds.
Les actionnaires de Railtrack constituèrent deux groupes de pression pour obtenir de meilleurs dédommagements. Selon un avocat de l'un de ces groupes, leur stratégie était de poursuivre le gouvernement pour avoir donné de fausses informations lors de la création de Railtrack, à l'époque où John Major était Premier ministre du gouvernement conservateur. Une augmentation à 260 pence par action de l'offre de dédommagement suffit à convaincre le groupe d'actionnaires le plus important, le « Railtrack Action Group », d'abandonner les poursuites en justice. L'autre groupe, le « Railtrack Private Shareholders Action Group » poursuivit son action jusqu'en 2005. 
D'après le journal Guardian, un montant supplémentaire de 3,5 milliards de livres sterling aurait été nécessaire pour maintenir le réseau ferré britannique en état de fonctionnement, montant cependant contesté par la direction de Railtrack.